# Baltasar de Babilonia

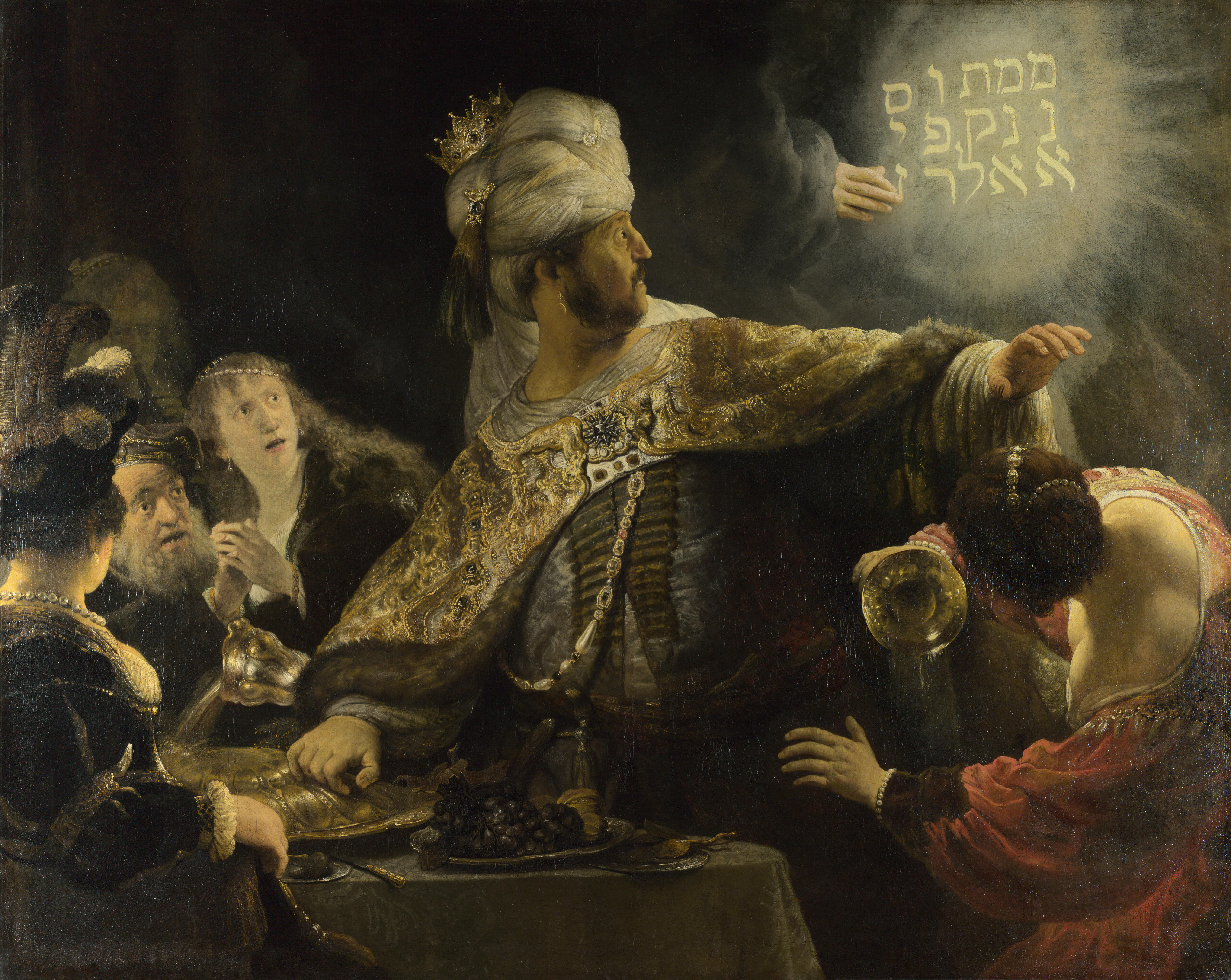
El festín de Baltasar, de Rembrandt, 1635.

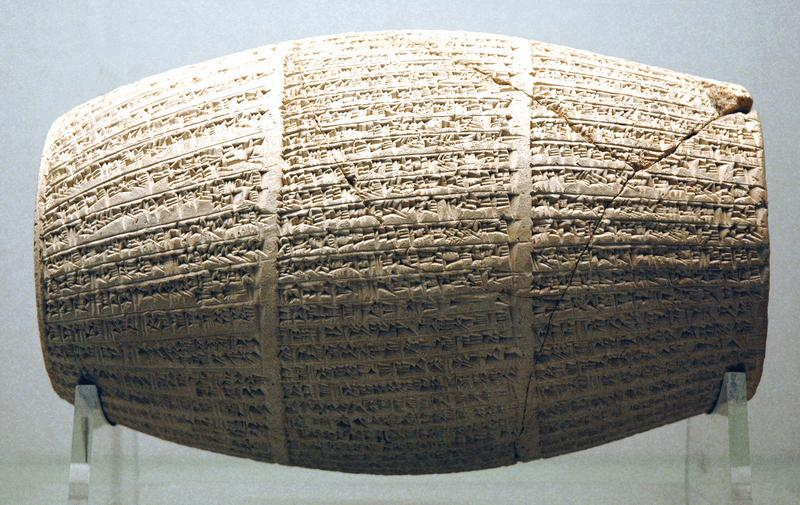
El cilindro de Nabónido.

Balsasar o Belsasar (formas castellanas del latín Baltassar o del griego Βαλτάσαρ -Balsásar o Balshasar-, ambas derivadas del nombre Bel-sharra-usur, que significa en acadio  «Bēl -Baal- ha protegido al reino»;) fue un príncipe babilonio. Murió durante la caída de Babilonia en manos de Ciro II el Grande en el año 539 a. C. A veces su nombre aparece también como Balthazar y Belshazzar.

## Reinado
Las fuentes  importantes para la época de Belsasar son la Crónica de Nabonido, el Cilindro de Ciro y el cilindro de Nabonido, que, a pesar de su nombre, fue encargado por el conquistador persa Ciro el Grande.
Belsasar era  hijo de Nabonido, el último rey del Imperio neobabilónico. La Crónica de Nabonido lo describe como nieto de Nabucodonosor, pero esto puede haber sido escrito para justificar el reinado de su padre, quien no era de la línea real. Jugó un papel fundamental en el golpe de Estado que derrocó al rey Labashi-Marduk y llevó a Nabonido al poder en 556 a. C., aunque a diferencia de sus cómplices no era miembro de la antigua aristocracia babilónica.
Nabonido pasó los años c. 553–543 a. C. en el oasis de Taima en el norte de la Península arábiga, dejando a Belsasar como regente de Babilonia. Durante la prolongada ausencia de su padre, Belsasar gobernó como corregente, pero nunca fue llamado Rey y nunca participó en el Festival de Año Nuevo de Babilonia, en el cual era esencial la presencia del soberano. Sus deberes como Príncipe Heredero (el título que aparece en los documentos) incluían supervisar las propiedades del templo y arrendar la tierra del templo, y trabajó para restaurar el culto de Marduk, descuidado por Nabonido en favor del dios Sin.
Nabonido regresó a Babilonia hacia 543 a. C., y poco se sabe del rol de Belsasar a partir de entonces. El regreso del rey puede haber estado relacionado con la creciente amenaza planteada por el conquistador persa Ciro el Grande, quien comenzaba la expansión del estado medo persa y había derrotado a Lidia. Las hostilidades  comenzaron a fines del 539 a. C., y el 12 de octubre un tal Ugbaru, denominado gobernador de Gutium en las crónicas entró en la ciudad junto al ejército de Ciro sin librar batalla. Nabonido fue capturado y sobrevivió, pero Belsasar pudo haber muerto durante la caída de la ciudad.

## Relato bíblico
El Libro de Daniel, escrito durante los hechos, lo menciona en el capítulo 5, en el episodio conocido como «La escritura sobre la pared» o el «Banquete del rey Baltasar».
Conforme a este relato, Baltasar, durante un banquete, profanó los vasos robados del templo de Jerusalén. En ese momento habría aparecido una misteriosa mano que dejó escritas sobre la pared unas palabras ininteligibles que ningún sabio de la corte fue capaz de descifrar. El profeta  Daniel, quien entendía el idioma, las interpretó y dijo que  tal soberbia sería castigada con la muerte de Baltasar y la caída de su reino. Curiosamente, al propio Daniel se le daba el nombre de Belteshazzar («Bēl -Baal- proteja al rey»), muy similar al del propio Baltasar.

## Iconografía
Con los nombres de "El festín de Baltasar" o "La cena de Baltasar" (Convivium Balthasaris en latín) el tema ha sido frecuentemente representado en el arte cristiano, en la tradición de otros festines bíblicos presididos por personajes malvados, como el "festín de Herodes" o el de "el rico Epulón y el pobre Lázaro".
Entre otros pintores, ha sido tratado por Bartholomäus Strobel el Joven, Frans Francken el Joven, Rembrandt, Juan Carreño de Miranda, Andrea Celesti, Sebastiano Ricci, Francesco Caccianiga o John Martin

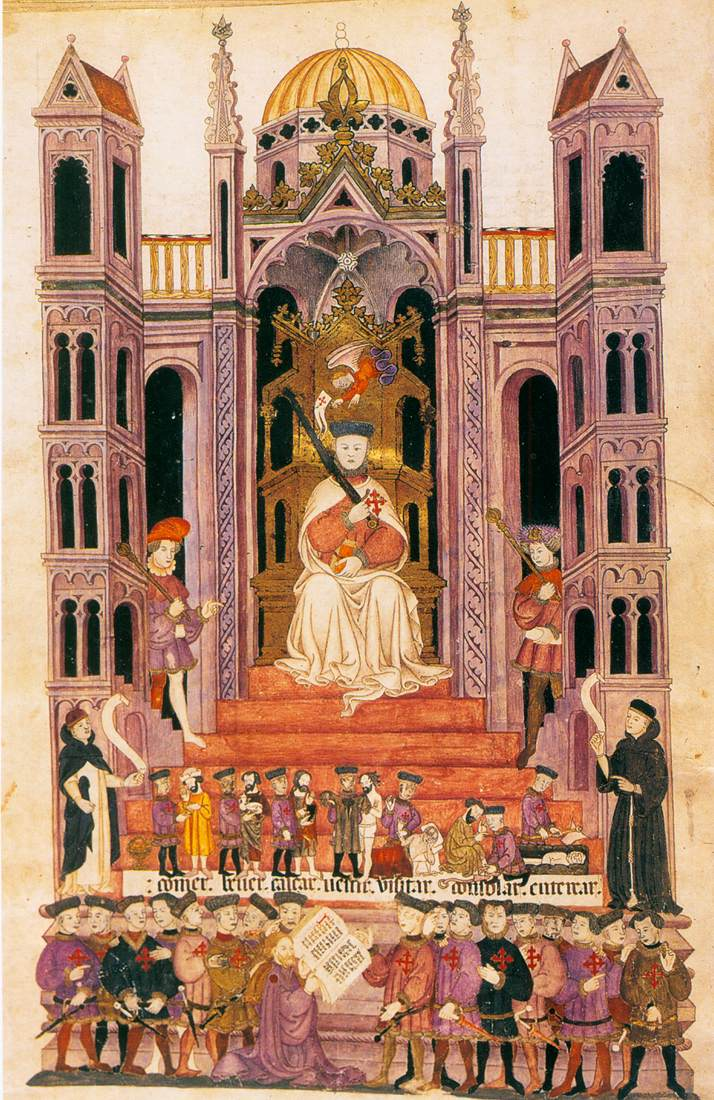
Biblia de Alba, siglo XV.
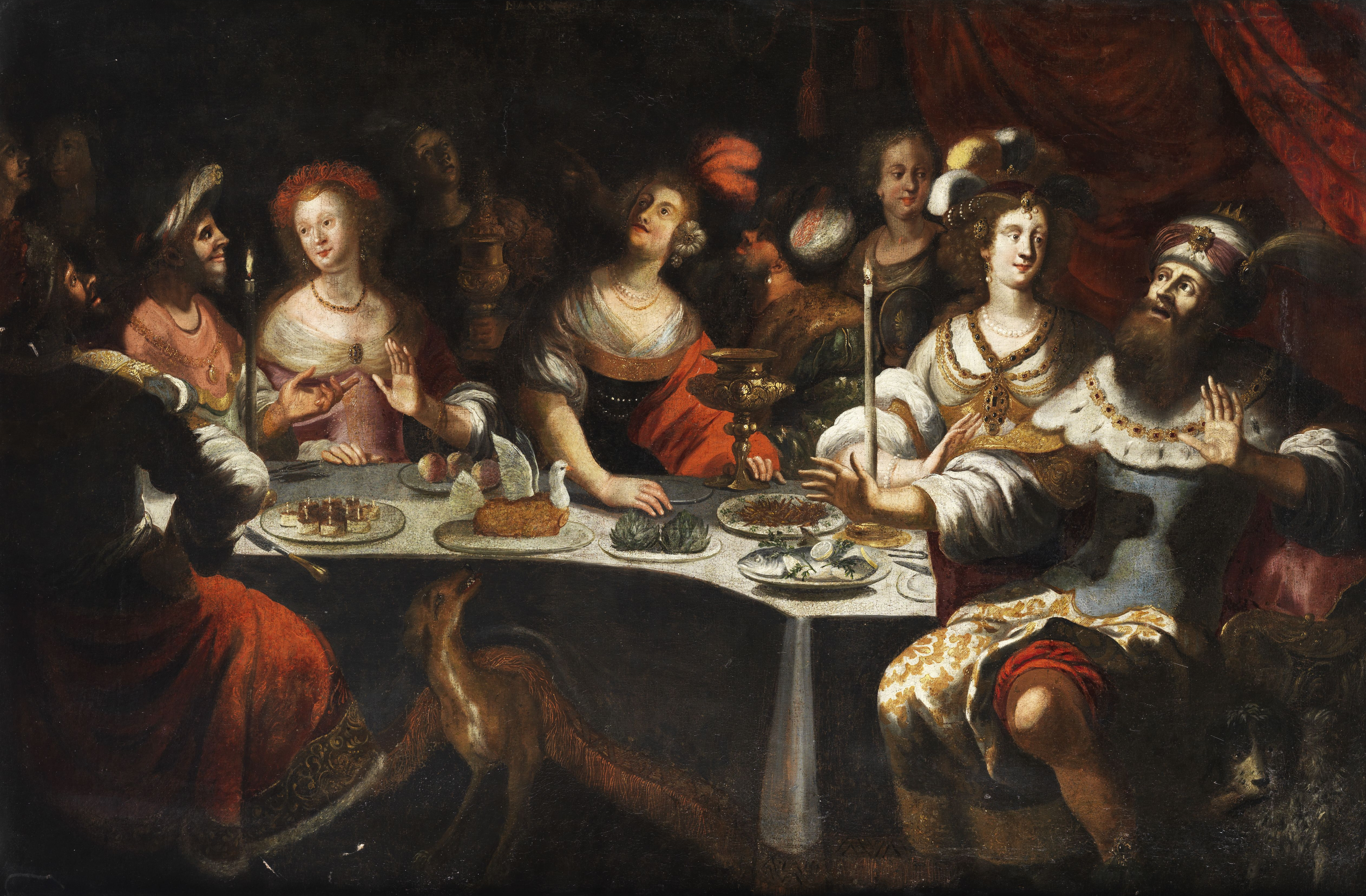
Bartholomäus Strobel, siglo XVII.
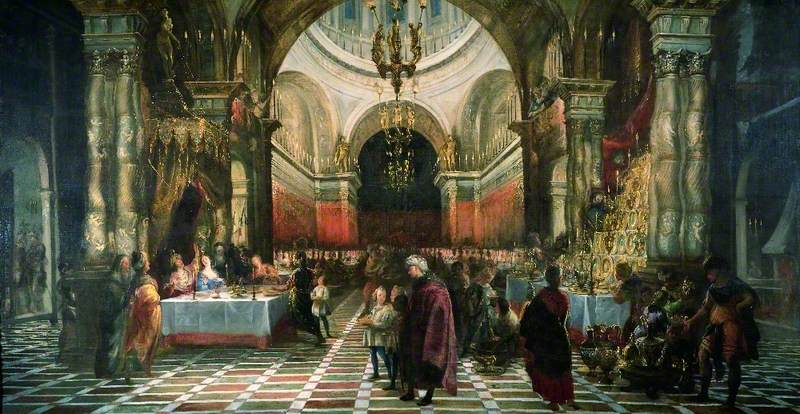
Juan Carreño de Miranda, hacia 1647.
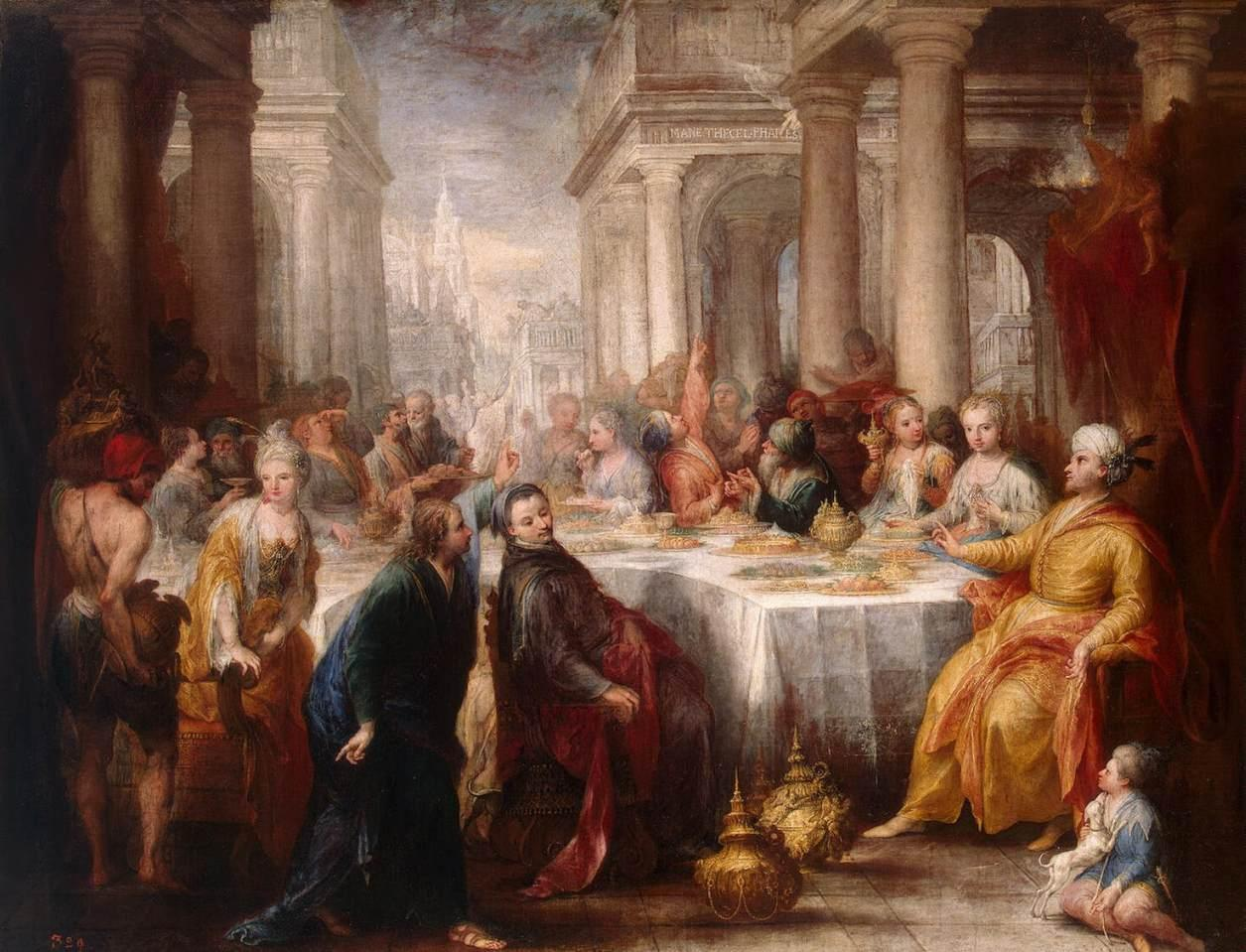
Andrea Celesti, 1705.
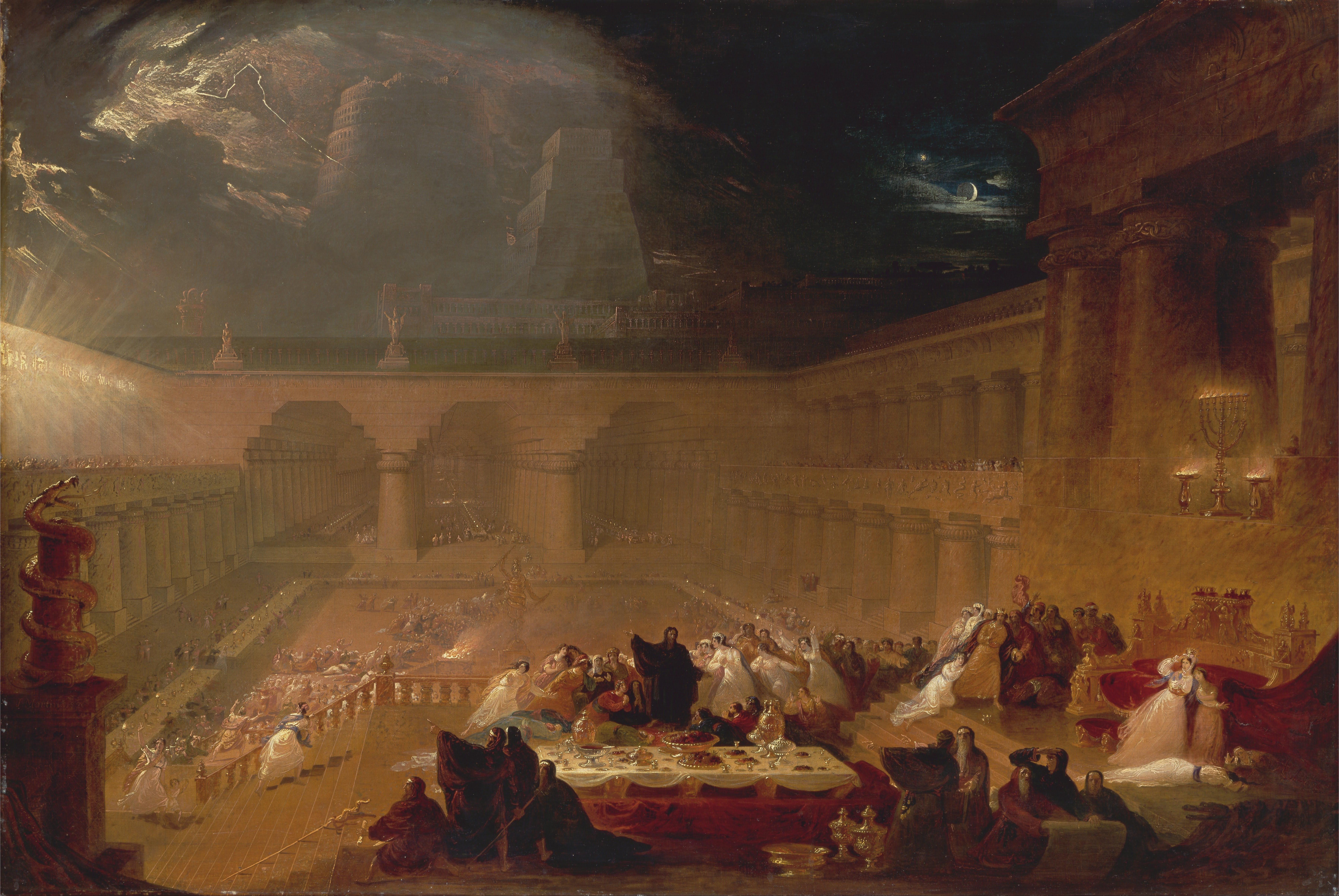
John Martin, 1820.

El tema fue utilizado paródicamente para un dibujo satírico inglés sobre Napoleón Bonaparte (1803).

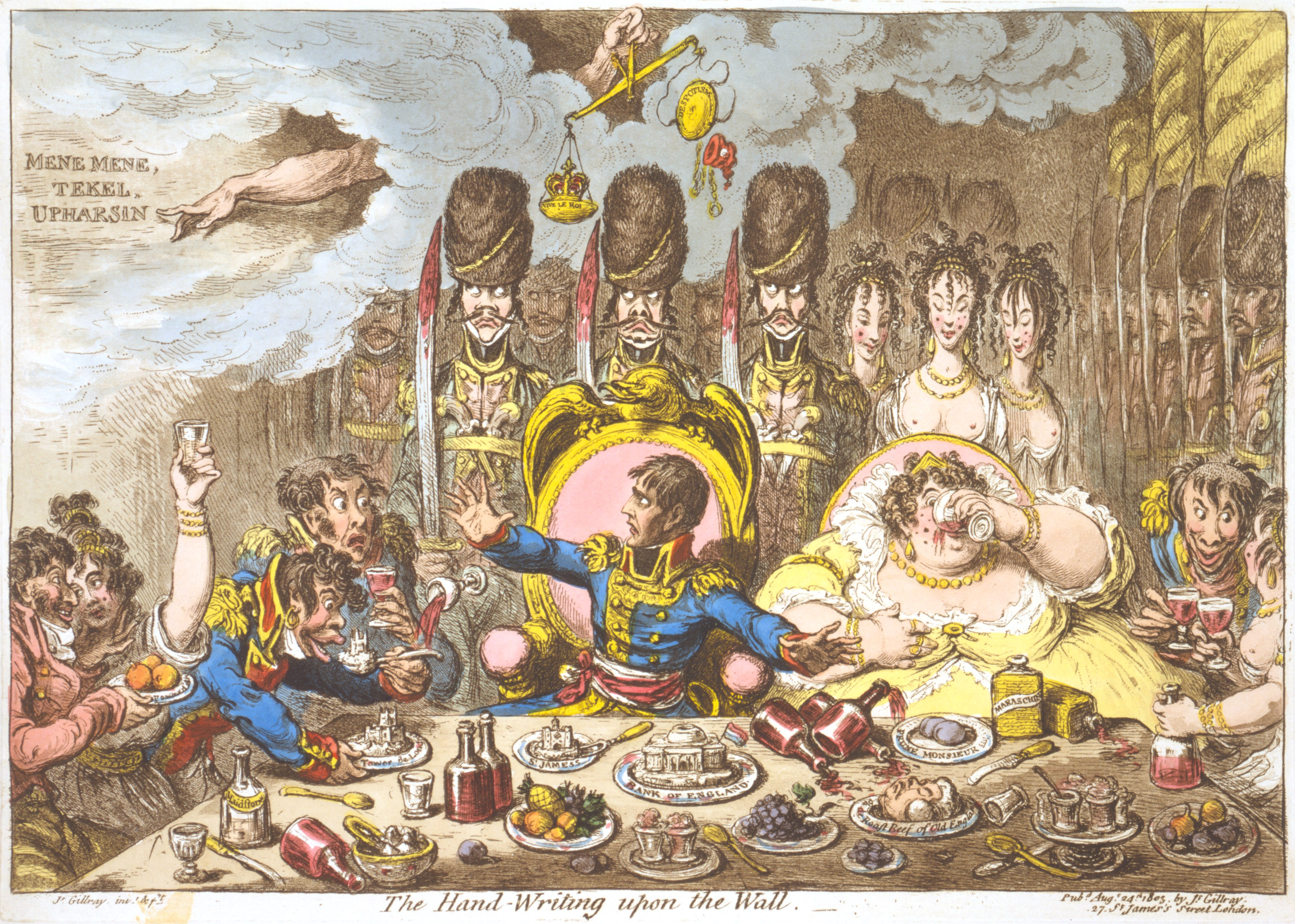

## Tema literario
El episodio bíblico ha tenido una importante recepción como tema literario. Calderón de la Barca y Agustín Moreto escribieron un auto sacramental y una comedia respectivamente con el título "La cena del rey Baltasar", Lord Byron la oda To Belshazzar y Heinrich Heine la poesía Belsatzar (1822). La expresión "El festín de Baltasar" fue utilizada para titular un artículo de Arturo Uslar Pietri.

## Música
Belshazzar es el título de una ópera de Georg Friedrich Händel, Belshazzar's Feast el de una cantata de William Walton (1931),Belsatzar el de un Lied de Robert Schumann (concretamente su Opus 57), El festín de Baltasar el de un poema sinfónico de Salvador Giner Vidal y El banquete de Baltasar, música incidental del compositor finlandés Jean Sibelius.y del tema "the wirtting in the Wall" del grupo británico Iron Maiden.